# Вінчестер (Теннессі)
Вінчестер (англ. Winchester) — місто (англ. city) в США, в окрузі Франклін штату Теннессі. Населення — 9375 осіб (2020).

## Географія
Вінчестер розташований за координатами 35°11′26″ пн. ш. 86°6′28″ зх. д. / 35.19056° пн. ш. 86.10778° зх. д. (35.190547, -86.107859).  За даними Бюро перепису населення США в 2010 році місто мало площу 30,32 км², з яких 27,75 км² — суходіл та 2,57 км² — водойми.

## Демографія
Згідно з переписом 2010 року, у місті мешкало 8530 осіб у 3512 домогосподарствах у складі 2302 родин. Густота населення становила 281 особа/км².  Було 3941 помешкання (130/км²).
Расовий склад населення:
| - 83,3 % — білих - 11,2 % — чорних або афроамериканців - 1,3 % — азіатів - 0,4 % — корінних американців - 1,8 % — осіб інших рас |

До двох чи більше рас належало 2,0 %. Частка іспаномовних становила 3,5 % від усіх жителів.
За віковим діапазоном населення розподілялося таким чином: 22,8 % — особи молодші 18 років, 57,5 % — особи у віці 18—64 років, 19,7 % — особи у віці 65 років та старші. Медіана віку мешканця становила 41,4 року. На 100 осіб жіночої статі у місті припадало 87,3 чоловіків;  на 100 жінок у віці від 18 років та старших — 85,1 чоловіків також старших 18 років.
Середній дохід на одне домашнє господарство  становив 52 635 доларів США (медіана — 39 500), а середній дохід на одну сім'ю — 65 173 долари (медіана — 47 875). Медіана доходів становила 44 717 доларів для чоловіків та 31 289 доларів для жінок. За межею бідності перебувало 19,9 % осіб, у тому числі 24,9 % дітей у віці до 18 років та 13,2 % осіб у віці 65 років та старших.
Цивільне працевлаштоване населення становило 3171 особа. Основні галузі зайнятості: освіта, охорона здоров'я та соціальна допомога — 24,0 %, виробництво — 22,1 %, роздрібна торгівля — 12,0 %, науковці, спеціалісти, менеджери — 10,4 %.

## Персоналії
- Діна Шор (1916—1994) — американська актриса і співачка.